# Юнаділла (селище, Нью-Йорк)
Юнаділла (англ. Unadilla) — селище (англ. village) в США, в окрузі Отсего штату Нью-Йорк. Населення — 1065 осіб (2020).

## Географія
Юнаділла розташована за координатами 42°19′39″ пн. ш. 75°18′54″ зх. д. / 42.32750° пн. ш. 75.31500° зх. д. (42.327416, -75.314889).  За даними Бюро перепису населення США в 2010 році селище мало площу 2,81 км², з яких 2,68 км² — суходіл та 0,13 км² — водойми.

## Демографія
Згідно з переписом 2010 року, у селищі мешкало 1128 осіб у 476 домогосподарствах у складі 300 родин. Густота населення становила 401 особа/км².  Було 559 помешкань (199/км²).
Расовий склад населення:
| - 96,3 % — білих - 1,1 % — чорних або афроамериканців - 0,7 % — азіатів - 0,3 % — корінних американців |

До двох чи більше рас належало 1,6 %. Частка іспаномовних становила 2,2 % від усіх жителів.
За віковим діапазоном населення розподілялося таким чином: 24,4 % — особи молодші 18 років, 61,1 % — особи у віці 18—64 років, 14,5 % — особи у віці 65 років та старші. Медіана віку мешканця становила 43,0 року. На 100 осіб жіночої статі у селищі припадало 90,9 чоловіків;  на 100 жінок у віці від 18 років та старших — 90,0 чоловіків також старших 18 років.
Середній дохід на одне домашнє господарство  становив 50 025 доларів США (медіана — 39 375), а середній дохід на одну сім'ю — 58 324 долари (медіана — 45 682). За межею бідності перебувало 9,9 % осіб, у тому числі 10,9 % дітей у віці до 18 років та 1,9 % осіб у віці 65 років та старших.
Цивільне працевлаштоване населення становило 359 осіб. Основні галузі зайнятості: освіта, охорона здоров'я та соціальна допомога — 24,0 %, виробництво — 20,6 %, роздрібна торгівля — 13,4 %, фінанси, страхування та нерухомість — 8,4 %.